# Niels de Langen
Niels Hendrik de Langen (Arnhem, 30 november 1998) is een Nederlands Paralympisch alpineskiër. Op de Paralympische Winterspelen 2022 won De Langen een zilveren en een bronzen medaille. Hij was namens TeamNL de Nederlandse vlaggendrager tijdens de sluitingsceremonie.

## Biografie
Toen De Langen elf maanden was, is hij gehandicapt geraakt door de ziekte meningokokken sepsis, een bacteriële hersenvliesontsteking. Hierdoor is zijn rechteronderbeen geamputeerd en is zijn linkeronderbeen zwaar beschadigd. Op latere leeftijd is zijn linkeronderbeen alsnog geamputeerd. Door het gebruik van protheses en een rolstoel kan hij volledig zelfstandig functioneren in de maatschappij. 
In 2007 ging De Langen voor het eerst met de kinderreis van een Gehandicapten Skivereniging (de VGW) mee. Hier heeft hij skiën in een zitski geleerd. In 2010 werd hij ontdekt op een talentdag van de Johan Cruyff Foundation en ging hij deel uitmaken van het "Van Fundament tot Talent programma" van de NSkiV en de Johan Cruyff Foundation.
Sinds september 2012 maakte hij deel uit van het Beloftenteam van het Dutch Adaptive Alpine Skiteam en sinds juni 2015 maakt hij deel uit van de nationale selectie van ParaSkiNL en doet hij namens TeamNL mee aan internationale wedstrijden op het hoogste niveau. 
Op de Paralympische Winterspelen 2022 won De Langen een zilveren en een bronzen medaille. Hij was de Nederlandse vlaggendrager tijdens de sluitingsceremonie.
Naast zijn sport is Niels ook student fysiotherapie aan de Hogeschool van Arnhem en Nijmegen, ambassadeur van BIO vakantieoord en geeft hij lezingen voor bedrijven. In zijn lezingen staat doorzettingsvermogen, presteren onder druk en de waarde van inclusiviteit centraal. 

## Belangrijkste uitslagen
- 2017: World Para Alpine Skiing Championships, slalom
- 2019: World Para Alpine Skiing Championships, reuzenslalom
- 2022: World Para Alpine Skiing Championships, super combinatie
- 2022: World Para Alpine Skiing Championships, slalom
- Paralympische Winterspelen 2022, slalom
- Paralympische Winterspelen 2022, super combinatie
- 2023: World Para Alpine Skiing Championships, reuzenslalom
- 2025: World Para Alpine Skiing Championships, slalom